# عبدالرحمان مزیانی
عبدالرحمان مزیانی (انگلیسی: Abderrahmane Meziani; زاده ۱۲ مهٔ ۱۹۴۲ – درگذشته ۲ ژوئن ۲۰۱۶) بازیکن فوتبال اهل الجزایر بود.
از باشگاه‌هایی که در آن بازی کرده‌است می‌توان به باشگاه فوتبال اتحاد الجزایر اشاره کرد.
وی همچنین در تیم ملی فوتبال الجزایر بازی کرده‌است.